# Sarcodon conchyliatus
Sarcodon conchyliatus är en svampart som beskrevs av Maas Geest. 1971. Sarcodon conchyliatus ingår i släktet Sarcodon och familjen Bankeraceae.   Inga underarter finns listade i Catalogue of Life.